# Рауш, Гюнтер
Гюнтер Роберт Рауш (нем. Günther Robert Rausch; 19 мая 1909, Зондерсхаузен, Германская империя — 12 ноября 1964, Гамбург, ФРГ) — оберштурмбаннфюрер СС, командир зондеркоманды 7b, входившей в состав айнзацгруппы B и осуществлявшей массовые убийства в Белоруссии.

## Биография
Гюнтер Рауш родился 19 мая 1909 года в Зондерсхаузене. Изучал право, но обучение не закончил. 1 апреля 1930 года вступил в НСДАП (билет № 224360). 15 октября 1931 года был зачислен в ряды СС (№ 17852). С октября 1933 года служил в секции СД «Восток» в Берлине. В 1934 году Рауш обучался в юнкерской школе СС в Бад-Тёльце. С января 1936 года был начальником отдела по культуре в главном управлении СД. Впоследствии был назначен начальником штаба секции СД «Север» в Штеттине. В 1939 году ему было присвоено звание штурмбаннфюрера СС. 
С июня 1941 года по февраль 1942 был командиром зондеркоманды 7b в составе айнзацгруппы B. Заместителем Рауша выступал Вальдемар Клингельхёфер, который присутствовал на встрече зондеркоманды в Прече. Под руководством Рауша зондеркоманда 24 июня 1941 года прибыла в Варшавский регион генерал-губернаторства, а потом последовала за 2-й армией и в конце июня 1941 года достигла Бреста. Там  с помощью 307-го полицейского батальона зондеркоманда уничтожила 5000 брестских евреев. В дальнейшем зондеркоманда достигла Барановичей, а 4 июля 1941 года оказалась в Минске. С октября по ноябрь 1941 года сотрудники зондеркоманды уничтожали еврейское население в районе Орла, Брянска и города Клинцы. 15 февраля 1942 года Рауша сменил Адольф Отт.
Начальник Рауша — Эрих Науман, командир айнзацгруппы B, после войны на Нюрнбергском процессе по делу об айнзацгруппах был приговорён к смертной казни. На том же процессе смертной приговор был вынесен заместителю Рауша — Вальдемару Клингельхёферу. В суде в качестве обвинения были предъявлены сообщения зондеркоманды 7b в том числе и в период командования Рауша: с 22 июня по 14 ноября 1941 года зондеркоманда ликвидировала 1822 евреев. С сентября по октябрь 1941 было сообщено о 216 расстрелянных евреев в районе Речицы. 
В дальнейшем занимал должность начальника секции СД в Кёнигсберге. В ноябре 1942 года получил звание оберштурмбаннфюрера, а также был награждён Железным крестом 2-го класса и крестом «За военные заслуги» 1-го класса с мечами. В апреле 1944 года был назначен командиром полиции безопасности и СД в Лилле. Его начальником был командир полиции безопасности и СД в Бельгии и Северной Франции Константин Канарис. В 1945 году стал командиром полиции безопасности и СД в Штутгарте.
Рауш скончался 12 ноября 1964 года от лейкемии в Гамбурге.